# 空の唄
『空の唄』は、小泉真也のデビューシングル。香港のアレックス・フォンが歌う香港曲を、日本で初めて日本語化、日本国内の流通に成功した。2008年4月2日に発売。レーベルはBLUE MOTION。

## 解説
小泉真也は、四国放送おはようとくしまで「とっつきにくい曲」として、旋律に日本語が乗りにくく息が続かない、旋律の音が飛びすぎているといい、九州国際エフエム（LOVE FM）・エフエムびざんの生放送インタビュー時には、「何度か聴いたら旋律が独特すぎて忘れられない曲になる」と紹介した。
アジア地域や一部海外でも推定290万枚のCDが流通したが（ベルシステム24調べ）、Universal Music Hong Kongを発売元及び販売元と表記されたものは全て海賊版であり、実際はUniversal Music Hong Kongは関係なかった。なお、Universal Music Hong Kongの公式ウェブサイトにも、小泉真也の名前は掲載されていない。

## 収録曲
1. 空の唄 (sora no uta)
(作詞・作曲:Ng Chung Hang Harry ,Lin Ruo Ning　日本語詞:松本有基　編曲:編田泰徳)
2004年に香港で発表された香港アイドルのアレックス・フォンのアルバムNever Walk Aloneに収録されている香港CMタイアップ曲「可愛不可愛」がオリジナル曲。
2. 優しすぎた日々 (yasashisugita hibi)
(作詞・作曲:Chen Hao Xian ,Jie Fang　日本語詞:松本有基　編曲:編田泰徳)
方力申のアルバムNever Walk Aloneに収録されている「好好戀愛」ソロ・バージョンがオリジナル曲。
3. 優しすぎた日々 with 小堀彩子 (yasashisugita hibi with Kobori Ayako)
(作詞・作曲:Chen Hao Xian ,Jie Fang　日本語詞:松本有基)
2008年に香港で発表された方力申と鄧麗欣（ステフィー・タン＝Stephy Tang）のアルバム我的最愛に収録されている香港ドラマ「百分百感覺」挿入歌「好好戀愛」デュエット・バージョンがオリジナル曲。

## 参加ミュージシャン
- 小泉真也:Vocal(#1,2,3)
- 小堀彩子:Vocal(#3)
- 佐田慎介(Original flava):(所属事務所によるブログ):Guitar(#1,2,3)
- 増田竜之介:Keyboards Piano Synthesizer Programming(#1,2,3)
- 曽我研右(sogachapin):Bass(#1,2,3)
- 編田泰徳:Drums:Music Producer(#1,2,3)